# 아세리역
아세리역(일본어: 安栖里駅, あせりえき)은 일본 교토부 후나이군 교탄바정에 있는 서일본 여객철도의 철도역이다.

## 역 구조
상대식 2면 2선 구조의 고가역으로, 교행 시설이 갖추어져 있다. 니시마이즈루역이 관리하는 무인역으로, 역사는 없다.

### 승강장
| 1·2 | ■ 산인 본선 | 하행 | 아야베 · 히가시마이즈루 · 후쿠치야마 방면 |
| 1·2 | ■ 산인 본선 | 상행 | 소노베 · 교토 방면                        |

## 역세권 정보
- 유라 강
- 국도 제27호선

## 역사
- 1957년 2월 11일 - 일본국유철도 산인 본선 와치 역 ~ 다치키 역 사이에 신설 개업.
- 1987년 4월 1일 - 민영화에 따라 서일본 여객철도의 소속이 되었다.

## 인접역
| 서일본 여객철도 산인 본선 | 서일본 여객철도 산인 본선 | 서일본 여객철도 산인 본선         |
| ------------------------- | ------------------------- | --------------------------------- |
| 와치 교토 방면            | ■ 산인 본선               | 다치키 기노사키온센·하마사카 방면 |